# Ловчие деревья
Ло́вчие дере́вья — деревья, используемые в лесном хозяйстве в качестве пищевой приманки в борьбе с насекомыми-вредителями леса (усачами, златками, лубоедами и другими), питающимися лубом и выводящими потомство под корой. Применение ловчих деревьев основано на понижении сопротивляемости деревьев с нарушенным сокодвижением, причем такие ослабленные деревья часто заселяются насекомыми предпочтительнее, чем здоровые, заливающие их соками или смолой. Различают ловчие деревья стоячие — подвяленные ошкуровкой — кольцевой окоркой (срезкой коры) ствола, и лежачие — срубленные и оставленные на определенное время лежать в лесу. В качестве ловчих деревьев используются ослабленные и малоценные деревья, а также свежий ветровал, бурелом и заготовленный лесоматериал. Лежачие ловчие деревья укладывают на подкладки толщиной 15-20 см в местах, условия которых предпочитают те или иные вредители. Для усиления привлекающих свойств ловчих деревьев используют аттрактанты. Насекомые заселяют ловчие деревья весной, проделывают ходы под кору и откладывают там свои яйца, из которых выходят личинки. Перед окукливанием личинок или вгрызанием их в заболонь у деревьев удаляют кору (стоячие ловчие деревья предварительно спиливают). Для уничтожения этого вредного потомства кору сжигают или зарывают в землю на глубину не менее 0,5 м, или обрабатывают инсектицидами, в результате чего гибнут личинки вредителей. Ловчие деревья используются также для определения нарастания численности вредителей.
Для выкладки ловчих деревьев в РФ действует нормативный документ — Приказ Рослесхоза от 29.12.2007 № 523, согласно которому: 
79. Выкладка ловчих деревьев направлена на частичный отлов и уничтожение стволовых вредителей. Ловчие деревья должны быть вовремя выложены, окорены или обработаны инсектицидами и вывезены из леса.
80. Выкладка ловчих деревьев для весенней фенологической группы стволовых вредителей проводится в конце марта — в начале апреля, для летней — в июне.
81. Число ловчих деревьев определяется для каждого участка отдельно и зависит от энергии размножения стволовых вредителей. При высокой энергии размножения количество ловчих деревьев должно быть не менее половины заселенных деревьев; при низкой - до 1/4. При использовании инсектицидов для предварительной обработки ловчих деревьев их количество уменьшается вдвое.
82. В качестве ловчих используются живые деревья кормовых для данных стволовых вредителей пород. Ловчие деревья выкладываются группами (3 - 5 деревьев) непосредственно в очаге усыхания или кольцом вокруг него, но не далее 200 метров от центра. Ловчее дерево выкладывается с кроной, комлем на пень или подкладку толщиной 15—20 см. В комлевой части ловчее дерево маркируется краской.
83. Ловчие деревья необходимо выкладывать в относительно затененных местах, на солнечных сторонах затенение можно сделать путем укрывания ветками.
84. В качестве ловчих деревьев можно также использовать стоячие деревья, окольцованные окоркой в комлевой части ствола.
85. Место выкладки и количество ловчих деревьев условными обозначениями наносятся на выкопировку из планшета М 1:10000.
86. С третьей декады мая еженедельно проводится надзор за процессом развития стволовых вредителей для определения сроков уборки ловчих деревьев. После отрождения основной массы личинок ловчие деревья окоряют и вывозят для переработки, кору сжигают или закапывают. Окорку можно заменить обработкой инсектицидами (см. раздел 5).
87. При оставлении в лесу в летний период на хранение штабелей из незаселенной стволовыми вредителями древесины, заготовленной при санитарных рубках в очагах этих насекомых, разрешается их использование в качестве ловчего материала. В этом случае обязательна обработка таких штабелей инсектицидами в сроки, указанные в Приложении 8.
88. Для усиления привлекательности ловчих деревьев (ловчих штабелей) могут применяться феромоны (или аттрактанты) стволовых вредителей.

89. Инсектициды и феромоны (аттрактанты) используют только из „Списка пестицидов и агрохимикатов, разрешенных к применению на территории Российской Федерации“.